# Spaceway

Animation der Spaceway-Umlaufbahnen um die Erde

Spaceway ist der Name einer Reihe von geostationären Fernsehsatelliten beziehungsweise Kommunikationssatelliten, die Breitband-Internetverbindungen zur Verfügung stellen und HDTV-Fernsehen für DirecTV-Nutzer in Nordamerika senden. Gleichzeitig handelt es sich um die Bezeichnung des Ka-Band-Kommunikationssystem von Hughes Electronics, das hinter dem Internetversorgungssystem steht.
Spaceway 1 wurde am 26. April 2005 von Sea Launch mit einer Zenit-3SL-Rakete gestartet. Er war der erste von drei identischen Spaceway-Satelliten, die auf Basis des Satellitenbus Boeing 702 gebaut wurden. Diese dreiachsenstabilisierten Satelliten wurden eigentlich entwickelt, um auf einem jeweils 500 MHz breiten Kanal einfache Broadcast- und Zweiwege-Internetdaten zu übertragen. Auf Wunsch von DirecTV änderte Boeing jedoch die ersten beiden Satelliten, um HDTV-Kanäle übertragen zu können. Spaceway 1 und Spaceway 2 wurden dazu jeweils in geringem Abstand zu den Satelliten DirecTV-10 und DirecTV-11 gestartet, um zusammen mit diesen zur Übertragung von HDTV-Fernsehen zu dienen.
Spaceway 3 dient Hughes Network Systems (einem Provider von Breitband-Internetzugängen in den USA und Tochter von Hughes Aircraft) zur satellitengestützten Internetanbindung. Dabei sind Datenraten von 512 kbit/s, 2 Mbit/s und 16 Mbit/s Datenübertragungsraten mit einer relativ kleinen 74-cm-Antenne möglich. Der Satellit sollte ursprünglich ebenfalls wie der erste Satellit mit einer Zenit-3SL-Rakete gestartet werden. Nach einem Fehlstart der Zenit-3SL wurde jedoch im März 2007 anstelle dessen ein Vertrag mit Arianespace abgeschlossen. Spaceway 3 wurde am 14. August 2007 zusammen mit BSAT-3a von einer Ariane 5 auf seine geostationäre Umlaufbahn gebracht. Hughes besaß bei Boeing eine Option zum Bau eines zusätzlichen Satelliten (Spaceway 4) dieses Typs, welche jedoch nie genutzt wurde.